# Туре, Муса
Муса Туре (англ. Musa Touré; род. 12 ноября 2005, Дарвин, Австралия) — австралийский футболист либерийского происхождения, нападающий клуба «Раннерс» и сборной Австралии до 20 лет.

## Карьера

### Клубная карьера
На молодежном уровне выступал за «Аделаида Юнайтед». Дебютировал за основную команду в чемпионате Австралии 9 октября 2022 года в матче с «Веллингтон Феникс». Дебютный гол забил в ворота «Мельбурн Сити». В июле 2024 года перешел в «Клермон». Вышел на поле в Лиге 2 в ноябре 2024 года в матче с ФК «Мец». В феврале 2025 года стал игроком «Раннерс».

### Карьера в сборной
Выступал за национальную команду Австралии до 20 лет.